# Antoni Pinilla

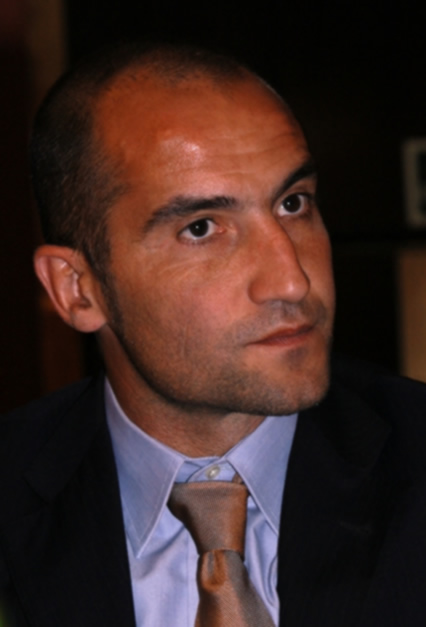
Pinilla

Antoni Pinilla Miranda (Badalona, 25 februari 1971) is een voormalig Spaans profvoetballer.

## Clubcarrière
Pinilla doorliep de cantera (jeugdopleiding) van FC Barcelona en in 1989 had hij met twee doelpunten in de finale om de Copa del Rey Juvenil tegen Athletic de Bilbao een belangrijk aandeel in de uiteindelijke 3-2 zege van de Juvenil A, het hoogste jeugdelftal van de club. Op 18 februari 1990 maakte hij zijn debuut in het eerste elftal in de Primera División. Uit bij Rayo Vallecano verving Pinilla na 66 minuten Julio Salinas. Hij speelde als invaller in de verloren Europa Cup II-finale van 1991 tegen Manchester United waarin de aanvaller José Ramón Alexanko verving.
Via Real Mallorca (1991-1992), Albacete Balompié (1992-1993), CD Tenerife (1993-2000) en UD Salamanca (2000-2001) kwam Pinilla in 2001 bij Gimnàstic de Tarragona. Met de Catalaanse club promoveerde hij in 2006 van de Segunda División A naar de Primera División. Het seizoen 2007/2008, waarin Pinilla met Nàstic de Copa de Catalunya won, was zijn laatste als profvoetballer. Na zijn voetbalcarrière ging hij als Technisch Directeur bij Nastic aan de slag maar werd daar in 2009 nadat financiële perikelen de kop opstaken na de vervanging van de voorzitter ontslagen.

## Interlandcarrière
Pinilla won in 1992 met het Spaans olympisch elftal de gouden medaille op de Olympische Spelen van Barcelona. Hij speelde geen wedstrijden in het Spaans nationaal elftal, maar de aanvaller speelde wel zes interlands voor het Catalaans elftal.

| Logo van de Olympische Spelen | Goud | Zilver | Brons | Logo van de Olympische Spelen |
|                               | 1    | 0      | 0     |                               |

1 Cañizares ·
2 Ferrer ·
3 Lasa ·
4 Solozábal ·
5 Juanma ·
6 Villabona ·
7 Amavisca ·
8 Enrique ·
9 Guardiola ·
10 Abelardo ·
11 Manjarín ·
12 Paqui ·
13 Jiménez ·
14 Vidal ·
15 Soler ·
16 Miguel · 
17 Berges ·
18 Pinilla ·
19 Kiko ·
20 Alfonso ·
Coach: Miera